# Perinetocoris lobatus
Perinetocoris lobatus – gatunek pluskwiaków różnoskrzydłych z rodziny zajadkowatych. Jedyny znany gatunek monotypowego rodzaju Perinetocoris.

## Opis rodzaju
Podobny do rodzaju Hendecacentrus.

## Opis gatunku
Ciało ubarwione jasnożółto z brązowymi pasami. Półpokrywy sięgają końca odwłoku i posiadają po jednej dużej, kwatradowej komórce tylnej, tak długiej jak szerokiej. 

## Występowanie
Gatunek ten jest endemitem Madagaskaru.